# RS-12 (Rakete)
Die RT-2 war eine ballistische Interkontinentalrakete aus sowjetischer Produktion. Im GRAU-Index wurde sie 8K98 bezeichnet und der NATO-Codename lautete SS-13 Savage. Der Systemindex der Sowjetarmee für Gesamtsystem mit dem Raketensilo lautete 15P098 und in den START-Verträgen ist sie als RS-12 aufgeführt. Die RT-2 war die erste sowjetische Interkontinentalrakete mit Feststoffantrieb, welche die Einsatzreife erlangte.

## Entwicklung
Am 20. November 1959 erteilten das Zentralkomitee der KPdSU sowie der Ministerrat der UdSSR den Auftrag zur Entwicklung einer Interkontinentalrakete mit Feststoffantrieb. Die Entwicklung erfolgte parallel zur UR-100 und der Entwicklungsauftrag für die RT-2 wurde dem OKB-1 zugesprochen. Die Entwicklung der Interkontinentalrakete wurde in zwei Phasen durchgeführt. In der ersten Phase wurde die RT-1-Mittelstreckenrakete entwickelt, die bei einem Startgewicht von 35,5 Tonnen eine Nutzlast von 800 kg über eine Distanz von 2.000 km ins Ziel bringen konnte. Nachdem mit diesem Entwurf die Tauglichkeit des Feststoffantrieb-Konzeptes nachgewiesen werden konnte, begannen Sergei Pawlowitsch Koroljow und Alexander Nadiradse am 16. Juli 1963 mit der Entwicklung der Interkontinentalrakete RT-2 (8K98). Der erste Teststart einer RT-2 erfolgte im 26. Februar 1966 auf dem Testgelände Kapustin Jar, welcher mit einer Havarie endete. Nach einer ersten Testserie erfolgten die weiteren Tests ab dem Kosmodrom Plessezk um die volle Reichweite der RT-2 zu testen. Vom November 1966 bis Oktober 1968 wurden von dort 32 RT-2 gestartet, wovon 23 Testflüge erfolgreich verliefen. Danach erfolgte die Truppenerprobung und am 18. Dezember 1968 gingen die ersten Raketen bei den Strategischen Raketentruppen in Bereitschaft. Unmittelbar nach der Indienststellung begannen die Arbeiten an der verbesserten Ausführung RT-2P (8K98P). Zwischen Januar 1970 und Januar 1972 erfolgten 15 Teststarts, von denen 13 erfolgreich verliefen. Am 28. Dezember 1972 war die RT-2P operationell und sämtliche RT-2-Raketen durch die Ausführung RT-2P ersetzt. Die angedachte Entwicklung der verbesserten RT-2M sowie die eines Eisenbahnraketenkomplexes mit RT-2P-Raketen wurde nicht weiter verfolgt. Einzelne RT-2-Raketenstufen wurden auch für die Mittelstreckenraketen RT-15 (8K96) und RT-25 (8K97) verwendet. Die Erfahrungen, die man mit der RT-2 sammelte, bildeten die Grundlagen für die späteren Raketensysteme RS-14 Temp-2S, RSD-10 Pioner und RS-12M Topol.

## Technik
Die RT-2 war eine dreistufige Interkontinentalrakete mit Feststoffantrieb. Als Treibstoff wurde eine Mischung aus Polyurethan, Butylkautschuk, Ammoniumperchlorat und Aluminiumpulver verwendet. Der Treibstoff wurde vom Staatlichen Institut für angewandte Chemie (GIPCh) entwickelt. Für die Beplankung der Raketenstufen wurde rostfreier Stahl, Leichtmetall und Glasfaserverstärkter Kunststoff verwendet. Die Rakete hatte eine typisch zylinderförmige Rumpfgeometrie mit einer ogivalen Raketenspitze. Die Rakete kann grob in vier Sektionen aufgeteilt werden: Die drei übereinander angebrachten Antriebsstufen sowie die Gefechtskopfsektion. Die einzelnen Stufen waren mit einer Fachwerkkonstruktion aus Stahl miteinander verbunden.

### Erste Antriebsstufe
Die erste Stufe der RT-2 hatte einen Durchmesser von 1.840 mm und war 9,7 m lang. Sie wog 34,5 Tonnen, wovon 30,7 Tonnen auf den Treibstoff entfielen. Zum Einsatz kam das 15D23-Feststoffraketentriebwerk mit starr vier verbauten Düsen. Die Brenndauer betrug 75 Sekunden. Die erste Stufe entwickelte am Boden einen Startschub von 892,4 kN. Am Heck der ersten Stufe waren zur Flugbahnstabilisierung vier wabenförmige Gitterflossen angebracht. Die erste Stufe der verbesserten RT-2P hatte einen Durchmesser von 1.840 mm und eine Länge von 9,2 m. Sie wog 34,5 Tonnen, wovon 30,8 Tonnen auf den Treibstoff entfielen. Verwendet wurde das 15D23P-Feststoffraketentriebwerk mit vier starr verbauten Düsen. Die Brenndauer betrug 75,4 Sekunden. Diese Stufe entwickelte am Boden einen Startschub von 980 kN mit einem spezifischen Impuls von 237/263 s (Meereshöhe / Vakuum).

### Zweite Antriebsstufe
Die zweite Stufe der RT-2 hatte einen Durchmesser von 1.490 mm und war 4,74 m lang. Sie wog 9,6 Tonnen, wobei rund 8,3 Tonnen auf den Treibstoff entfielen. Zum Einsatz kam das 15D24-Feststoffraketentriebwerk mit vier Düsen. Diese Stufe entwickelte im Vakuum einen Schub von 431,5 kN mit einer Brenndauer von 60 Sekunden. Die zweite Stufe der verbesserten RT-2P hatte einen Durchmesser von 1.480 mm und eine Länge von 5,1 m. Sie wog 11,28 Tonnen, wovon 9,78 Tonnen auf den Treibstoff entfielen. Zum Einsatz kam das 15D24P-Feststoffraketentriebwerk mit vier Düsen. Die Brenndauer betrug 61 Sekunden. Diese Stufe entwickelte im Vakuum einen Schub von 980 kN mit einem spezifischen Impuls von 269,5 s.

### Dritte Antriebsstufe
Die dritte Stufe der RT-2P hatte einen Durchmesser von 980–1.060 mm und war 3,83 m lang. Sie wog 3,5 Tonnen, wobei rund 2,7 Tonnen auf den Treibstoff entfielen. Zum Einsatz kam das 15D25-Feststoffraketentriebwerk mit vier Düsen. Diese Stufe entwickelte im Vakuum einen Schub von 215,7 kN mit einer Brenndauer von 30 Sekunden. Die dritte Stufe der verbesserten RT-2P hatte einen Durchmesser 980–1.060 mm und war 5,45 m lang. Sie wog 4,64 Tonnen, wovon 3,6 Tonnen auf den Treibstoff entfielen. Zum Einsatz kam das 15D94-Feststoffraketentriebwerk mit vier Düsen. Die Brenndauer betrug 49 Sekunden. Diese Stufe entwickelte im Vakuum einen Schub von 176 kN mit einem spezifischen Impuls von 271 s.
Die dritte Antriebstufe verfügte über eine Schubterminierung. Zu diesem Zweck waren an dieser Raketenstufe kopfseitig Öffnungen angebracht, die zum gewünschten Zeitpunkt aufgesprengt wurden, wobei sich der Innendruck in der Treibstoffkammer schlagartig reduzierte. Oberhalb vom Raketenmotor befand sich das Instrumentenfach. In diesem befand sich die Lenkeinheit. Diese wog rund 200 kg und bestand aus einem Trägheitsnavigationssystem sowie einem Analog-Steuersystem. Das Trägheitsnavigationssystem verwendete einem Kreiselhorizont sowie einen Kreiselvertikant mit Kreiselintegrator für die Querbeschleunigung. Für die Übermittlung der Steuerbefehle verlief auf der Raketenoberfläche ein Kabelkanal zu den beiden unteren Antriebsstufen.

### Gefechtskopfsektion
Über den Antriebsstufen war in der Raketenspitze der Gefechtskopfsektion aufgesetzt. Diese enthielt den Wiedereintrittskörper mit dem Nukleargefechtskopf. Die Ausführung RT-2 verwendete den 15F1/15F981-Wiedereintrittskörper mit einem Gewicht von 540 kg. Dieser enthielt eine Wasserstoffbombe mit einer Sprengleistung von 600 kT. Bei der verbesserten Ausführung RT-2P wurde der 15F982-Wiedereintrittskörper mit einem Gewicht von 470 kg verwendet. Der neue Nukleargefechtskopf hatte eine Sprengleistung von 750 kT. Weiter wurden in der RT-2P-Gefechtskopfsektion mehrere Täuschkörper mittransportiert.

### Raketensilo

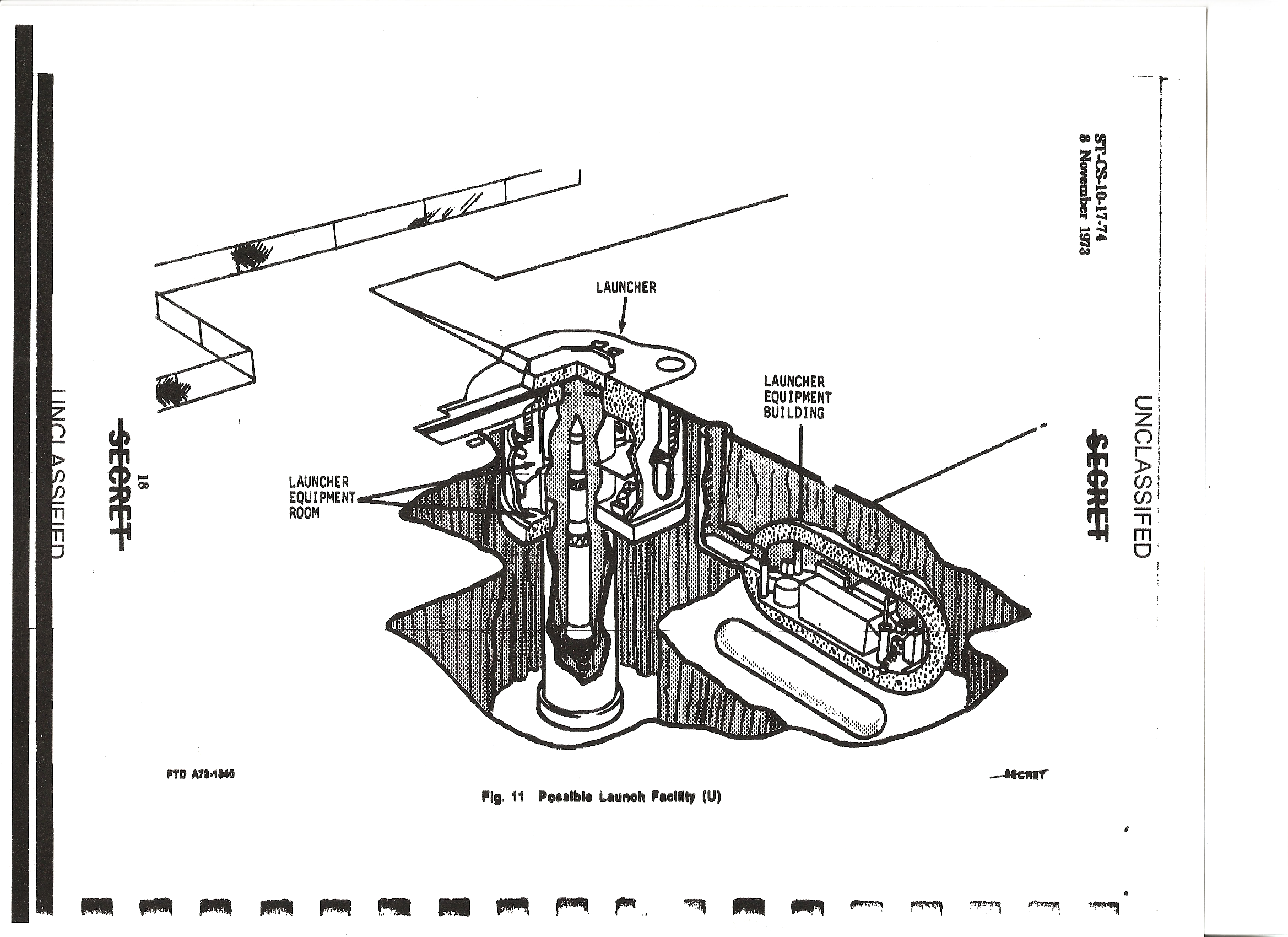
RT-2-Raketensilo

Die Raketen wurden in drei Teilen aus dem Herstellerwerk zu den 15P798 (OS-98)-Raketensilos transportiert. Dort wurden die Teile in das Silo abgesenkt und zusammenmontiert. Danach wurde das Silo abgedichtet und mit der 15U9-Abdeckung verschlossen. Jedes Raketensilo konnte eine RT-2-Rakete aufnehmen. Das Raketensilo entsprach einem stehenden Hohlzylinder mit einer Tiefe von rund 30 m sowie einem Innendurchmesser von 3,6 m. Die Silowände bestanden aus Stahlbeton und die Rakete befand sich in einem Behälter aus Glasfaserverstärktem Kunststoff und Stahl. Außen am Behälter war eine Heizung installiert, welche für eine optimale Temperatur für den Raketentreibstoff sorgte. Der Behälter war mit Puffern im Siloschacht fixiert um Erschütterungen durch Kernwaffenexplosionen auffangen können. Das Raketensilo sollte dabei einem Außendruck von rund 89,6 bar (8,9 MPa) standhalten. Jeweils 10 Raketensilos wurden von einer 15W52-Einsatzzentrale (Kontroll-/ Startzentrum) überwacht und gestartet.

## Varianten

### RT-2
Die Initialversion 9K98 war von 1968 bis 1976 im Einsatz. NATO-Codename lautet SS-13 Savage Mod. 1. Die Rakete verwendete PAL-17/7-Treibstoff. Die minimale Reichweite betrug rund 4.000 km und die maximale 10.200 km. Verwendet wurde ein Nukleargefechtskopf mit 600 kT. Der Streukreisradius betrug 1.900 m.

### RT-2P

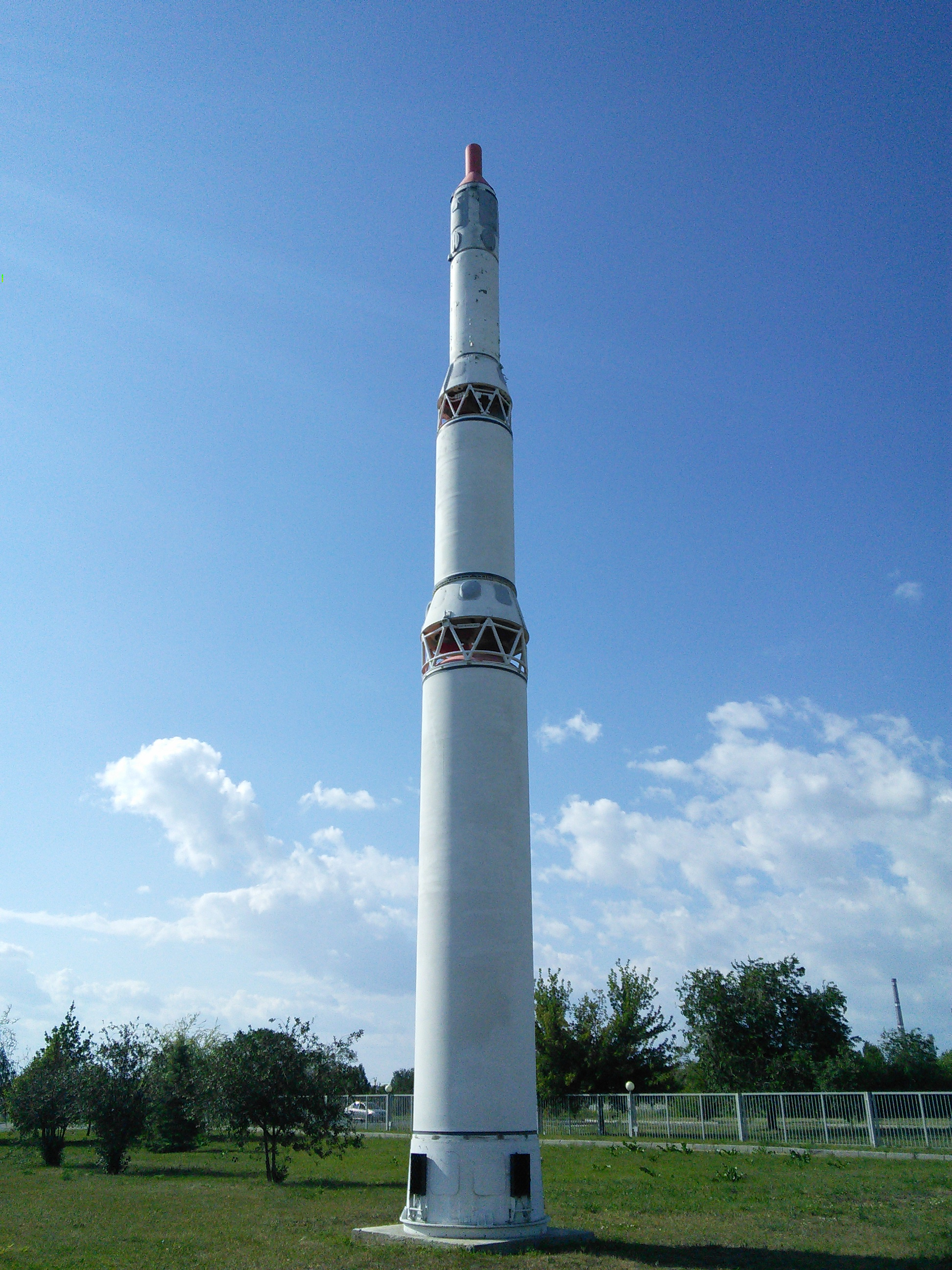
RT-2P in Toljatti

Die verbesserte 9K98P war von 1972 bis 1995 im Einsatz. NATO-Codename lautet SS-13 Savage Mod. 2. Sie verwendete eine verbesserte Lenkeinheit, das verbesserte T9-BK-4-Treibstoffgemisch und konnte zusammen mit dem Wiedereintrittskörper auch Täuschkörper freisetzen. Die Produktion dieser Raketen erfolgte im „Konstruktionsbüro Arsenal“. Die minimale Reichweite betrug rund 1.000 km und die maximale 10.600 km. Verwendet wurde ein Nukleargefechtskopf mit 750 kT. Der Streukreisradius betrug 1.500 m.

## Funktion und Status
In der Lenkeinheit der RT-2-Rakete war ein fixes Zielgebiet einprogrammiert. In der Lenkeinheit der RT-2P-Rakete waren zwei Zielgebiete einprogrammiert, von welchen vor dem Raketenstart eines ausgewählt werden musste. Die Zeitdauer ab dem Startbefehl bis zum Raketenstart betrug zwischen 3 und 5 Minuten. Die RT-2 verwendete ein Vorläufer des Kaltstartverfahren. Am Boden des Raketensilos befand sich eine größere Menge Wasser. Bei der Zündung der ersten Raketenstufe wurde die Rakete durch das Gemisch aus Dampf und Gas, das sich am Boden des Silos bildete, aus dem Silo geschleudert. Während der folgenden Beschleunigungsphase zündeten die übereinander angebrachten Antriebsstufen der Reihe nach. Nach dem Ausbrennen einer Stufe wurde diese mit Pyrobolzen abgesprengt und die darüberliegende Stufe zündete. Während dieser Beschleunigungsphase ermittelte die Lenkeinheit die nötigen Lenkkommandos um die Rakete auf dem vorgegebenen Kurs zu halten. Mit dem Ausbrennen oder der Schubterminierung der zweiten Antriebsstufe wurde der Wiedereintrittskörper abgetrennt und die Antriebsstufe mit Bremsraketen abgebremst. Bei der verbesserten RT-2P wurden mit dem Abtrennen des Wiedereintrittskörpers auch Täuschkörper freigesetzt, um Abwehrmaßnahmen durch Abfangraketen zu erschweren. Der Weiterflug des Wiedereintrittskörpers erfolgte nun steuer- und antriebslos auf der Flugbahn einer Wurfparabel. Dabei betrug das Apogäum bis zu 1.310 km. Nach einem Flug von rund 10.000 km betrug der Streukreisradius (CEP) der RT-2 1.900 m und die maximale Streuung 4.000 m. Mit der verbesserten RT-2P wurde ein Streukreisradius von 1.500 m erzielt, wobei die maximale Streuung 3.200 m betrug. Der Nukleargefechtskopf konnte in der Luft oder bei Bodenkontakt gezündet werden.
Die Raketen waren teuer und schwierig zu produzieren. Auch hatten die RT-2-Raketen gegenüber den Raketen mit Flüssigkeitsraketentriebwerken eine deutlich geringere Reichweite und Nutzlast. Weiter begann sich der Feststoff-Raketentreibstoff in den Raketen schon nach wenigen Jahren zu zersetzen. Die System-Lebensdauer für die RT-2 wurde auf 7–10 Jahre veranschlagt. Mit zusätzlicher Wartung und intensiverer Überprüfung konnte die Lebensdauer später auf 15 Jahre verlängert werden. Aufgrund dieser Mängel wurde nur eine einzelne Division mit RT-2-Raketen ausgerüstet. Dies war die 14. Raketendivision der Strategischen Raketentruppen. Insgesamt wurden 60 RT-2 in Raketensilos im Großraum von Joschkar-Ola stationiert. Diese waren in 6 Regimenter mit jeweils 10 Silos und einer Einsatzzentrale aufgeteilt. Infolge der großen Streuung sowie der geringen Sprengkraft eigneten sich die RT-2-Raketen nur für die Bekämpfung von ziviler und ungeschützter militärischer Infrastruktur.

## Abrüstung
Im Zuge der START I-Abrüstungsverhandlungen wurden im Jahr 1991 die 40 noch vorhandenen RT-2-Systeme deaktiviert und die Raketen aus des Silos entnommen. Die freigewordenen RT-2-Raketensilos wurden daraufhin mit Interkontinentalraketen vom Typ RS-12M Topol beladen. Die letzte RT-2-Rakete wurde 1995 verschrottet.